# DEX online
DEX online este transpunerea completă pe Internet a peste 30 de dicționare ale limbii române, cel mai important dintre acestea fiind DEX '09. Proiectul, care a adunat eforturile a peste 200 de utilizatori, a fost inițiat de către Cătălin Frâncu în anul 2001. Accesul și utilizarea proiectului DEX online este gratuită, iar baza de date cu definiții a proiectului se află (parțial) sub licență GNU GPL.
La 22 august 2007 DEX online a lansat componenta Dex Flex (denumită și Flex online), o unealtă care permite consultarea formelor flexionare ale cuvintelor din DEX online, căutarea unui cuvânt după o forma flexionară, afișarea accentelor în formele flexionare.
În 2013 conținea 180.000 cuvinte distincte și 576.000 definiții.